# Bian Que
Bian Que (chinois : 扁䳍; pinyin : Biǎn Què) (également prononcé Pien Chueh, Wade–Giles : Pien Ch'iao; mort en 310 av. J.-C.) était, selon les récits chinois plus ou moins légendaires, le plus ancien médecin chinois connu. Son vrai nom serait Qin Yueren (秦越人), mais ses compétences médicales étaient si étonnantes que les gens lui ont donné le même nom que le légendaire docteur Bian Que de l'époque de l'Empereur Jaune. Il était originaire de l'État du Qi. Bian Que est considéré comme l'inventeur de l'anesthésie.

## Vie et légende
Selon la légende consignée dans les Archives du Grand Historien (史记·扁鹊仓公列传), il reçut le don de clairvoyance d'une divinité alors qu'il travaillait comme préposé dans une auberge qui recevait des gens de la noblesse. C'est là qu'il rencontra un vieil homme qui venait y séjourner depuis de nombreuses années. Reconnaissant pour le service attentionné et la politesse de Bian Que, le vieil homme lui offrit un paquet de remèdes qu'il a dit à Bian Que de faire bouillir dans l'eau. Après avoir bu la décoction, Bian Que acquit la capacité de voir à travers les corps humains et devint ainsi un expert du diagnostic disposant d'une capacité comparable à celle des rayons X modernes. Il excellait également dans la prise de pouls ainsi qu'en acupuncture. 
Le Hanshu (livre des Han), rédigé vers 82, lui attribue la paternité du Bian Que Neijing (Classique interne de Bian Que) et du Bian Que waijing (Classique interne de Bian Que). Les deux ouvrages sont aujourd'hui perdus mais des médecins de la dynastie Han ont affirmé avoir étudié ses œuvres. Les légendes racontent qu'il était docteur dans de nombreuses disciplines, s'adaptant aux besoins locaux partout où il allait, pédiatre dans une ville, gynécologue dans une autre.
Une célèbre légende raconte que lorsque Bian Que était dans l'État de Cai, il rencontra le seigneur de l'État de l'époque et lui affirma qu'une maladie affectait sa peau. Le seigneur balaya l'idée car il ne ressentait alors aucun symptôme et il affirma à ses serviteurs que Bian Que essayait simplement de profiter de la peur des autres. Bian Que vint rendre visite au seigneur à plusieurs reprises par la suite, lui racontant à chaque fois comment cette maladie s'aggravait progressivement, se propageant à chaque fois un peu plus dans son corps : de sa peau à son sang puis à ses organes. La dernière fois qu'il se rendit chez le seigneur, il l'observa de loin puis se précipita hors du palais. Lorsqu'un serviteur du seigneur lui demanda pourquoi il s'était enfui, Bian Que répondit que la maladie était maintenant dans la moelle et qu'elle était incurable. Le seigneur serait mort peu après.
Une autre légende déclare qu'un jour, alors qu'il visitait l'État de Guo, Bian Que vit des gens sangloter dans les rues. Après avoir demandé quelles étaient la raison de leur peine, on lui répondit que l'héritier présomptif du seigneur était mort et que ce dernier était en deuil. Sentant quelque chose d'anormal, Bian Que se rendit au palais pour s'enquérir des circonstances de la mort. Après avoir entendu comment le prince était "mort", il conclut que ce dernier était plutôt dans un état semblable au coma. Il piqua donc le point Baihui, situé au sommet du crâne, avec une seule aiguille et le prince reprit conscience. Il lui administra ensuite une décoction d'herbes médicinales qui lui permit de retrouver des forces et de s'asseoir. Enfin, il prescrivit au prince un traitement de phytothérapie qui conduisit à son rétablissement complet en seulement vingt jours.
On dit que Bian Que préconisait le diagnostic en quatre étapes : l'observation (de la langue et de l'apparence extérieure du patient), l'écoute (de la voix et de la façon de respirer), le questionnement (afin de connaitre les symptômes) et la prise du pouls.

Le taoïste Liezi répandit une légende selon laquelle (tr. Giles 1912:81-83) Bian Que aurait utilisé l'anesthésie pour effectuer une double transplantation cardiaque, avec le xin 心 "cœur, esprit" comme siège de la conscience. Gong Hu de la province de Lu et Qi Ying 齊嬰 de la province de Zhao présentaient des déséquilibres inverses du Qi 氣 "souffle, force vitale" et du Zhi 志 "volonté, intention". Gong présentait un déficit de Qi tandis que Qi Ying souffrait d'un déficit de Zhi.
Bian Que suggéra d'échanger les cœurs des deux patients afin de corriger les déséquilibres. Après avoir entendu son diagnostic, les patients acceptèrent l'opération. Bian Que leur fit boire un vin anesthésiant qui les aurait conduit à "feindre la mort" pendant trois jours. Alors qu'ils étaient sous les effets anesthésiques, Bian Que aurait "ouvert leurs seins, a enlevé leurs cœurs, les a échangés et les a remplacés, puis a appliqué un remède numineux, et quand ils se sont réveillés, ils étaient comme neufs". Salguero (2009:203)
Certains textes sur lamelles de bambou retrouvés à Chengdu ont peut-être été composés par lui.

## Voir également
- Hua Tuo, un autre médecin célèbre de la Chine ancienne